# PIK (Fernsehsender)
PIK (russisch ПИК, Abk. für russisch Первый Информационный Кавказский (канал)/Perwy Informazionny Kawkasski (kanal), deutsch etwa „Erster Kaukasischer Infokanal“) war ein georgischer Auslandsfernsehsender in russischer Sprache. 
PIK ging erstmals unter dem Namen Perwy Kawkasski (deutsch „Erster Kaukasischer (Kanal)“) im Januar 2010 auf Sendung. Er wurde unter dem Eindruck des Kaukasuskrieges 2008 um die von Georgien abtrünnigen Gebiete Südossetien und Abchasien gestartet und sollte einen propagandistischen Gegenpol zum russischen Fernsehen bilden. Zielgruppe des Senders war in erster Linie die Bevölkerung im russischen Nordkaukasus und den von Georgien abgespaltenen Gebieten. Die Ausstrahlung erfolgte via Internet und über einen Satelliten der Hotbird-Gruppe. Die Ausstrahlung über Satellit wurde nur wenige Wochen nach der am 15. Januar 2010 erfolgten Aufschaltung wieder beendet. Beobachter hielten es für möglich, dass dies auf Drängen der russischen Regierung gegenüber der Satelliten-Betreibergesellschaft Eutelsat geschah. Obwohl die Internetpräsenz des Senders durchgehend zur Verfügung stand, wurde der Sendebetrieb im Laufe des Jahres 2010 daraufhin eingestellt. Anfang 2011 kam es zum Relaunch unter dem neuen Namen „PIK“. Die Ausstrahlung über Satellit wurde laut Website des Senders wiederaufgenommen. Die Leitung des Senders bestand größtenteils aus Journalisten britischer Herkunft. Generaldirektor war Robert Parsons, der zuvor bei der BBC, France 24 und Radio Free Europe tätig war. Zwei seiner drei Stellvertreter stammten ebenfalls aus Großbritannien.
Seit 15. Februar 2012 wurde auch ein Radioprogramm unter dem Namen Radio PIK, das bisher via Internet und in Georgien auch auf der UKW-Frequenz 106,4 MHz zu empfangen war, getestet.
Am 20. Oktober 2012 kurz nach dem Sieg der Russlandfreundlicheren Opposition bei den Parlamentswahlen wurde der Betrieb des Senders eingestellt. Der Sender war wiederholt, auch von der ehemaligen Opposition, als explizit anti-russisch und propagandalastig bezeichnet worden.